# Emofilia
L'emofilia è una malattia di origine genetica, che causa un difetto nella coagulazione del sangue. In condizioni normali, in caso di fuoriuscita dai vasi sanguigni, il sangue forma un coagulo che riduce o blocca l'emorragia. Questo processo comporta l'attivazione di numerose proteine del plasma in una specie di reazione a cascata. Due di queste proteine, prodotte nel fegato, il fattore VIII ed il fattore IX, sono carenti o presentano un difetto funzionale nelle persone affette da emofilia. A causa di questo deficit gli emofilici subiscono facilmente emorragie esterne in seguito a traumi, ferite e 
operazioni chirurgiche, ed interne, più o meno gravi, apparentemente spontanee.

## Storia

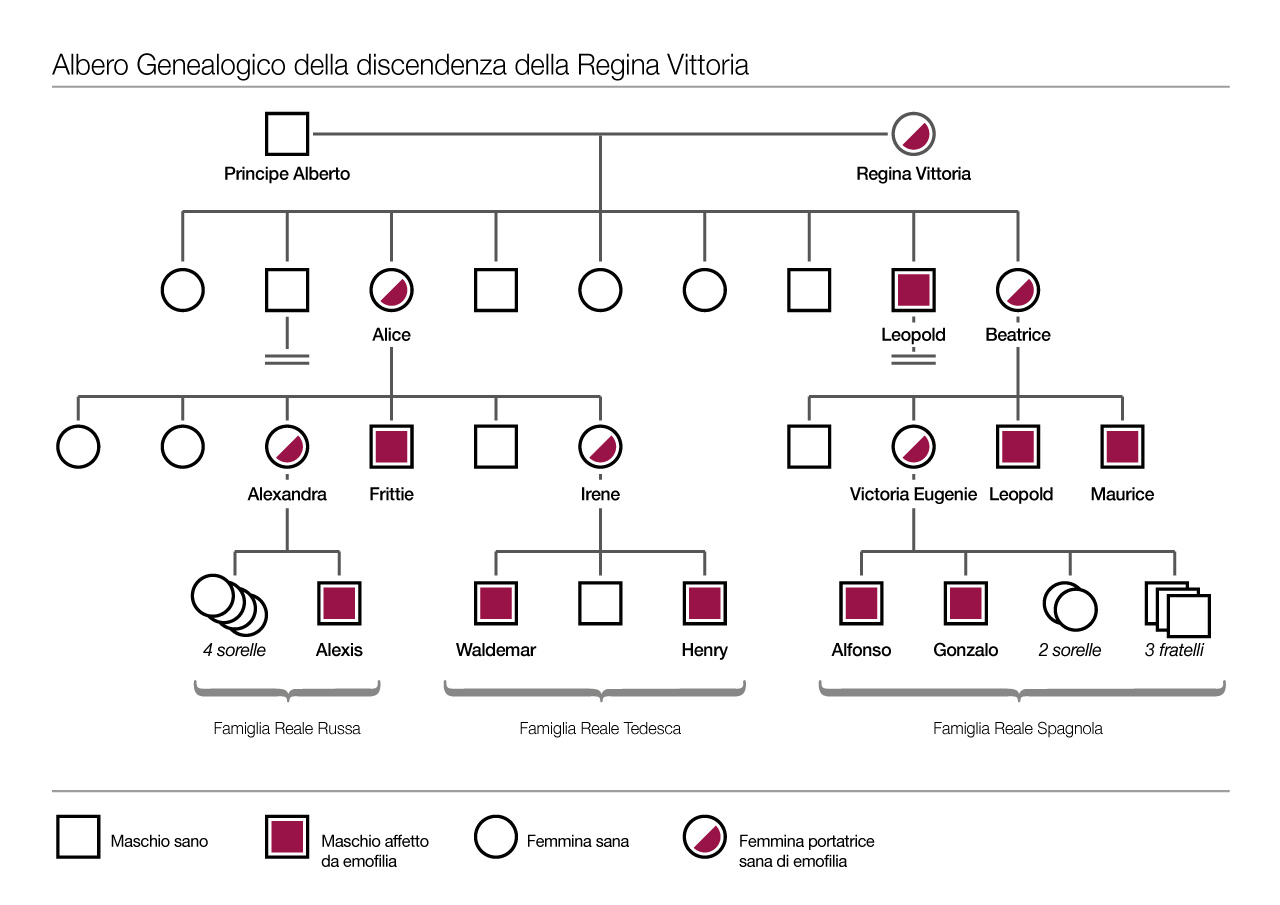
Albero genealogico della discendenza della Regina Vittoria, con indicati i casi accertati di omozigosi ed eterozigosi per l'emofilia

La parola emofilia deriva dal greco haìma (sangue) e philìa (amicizia) e identifica un difetto congenito caratterizzato dalla mancanza di alcuni fattori della coagulazione, necessari per la normale emostasi del sangue.
L'emofilia è anche nota come Royal Disease (malattia regale) per aver colpito, nei secoli, diversi membri delle case reali europee. La Regina Vittoria, che regnò dal 1837 al 1901, risultò essere una portatrice sana di emofilia B. Il suo ottavo figlio, Leopoldo, infatti, era affetto dalla malattia e morì per emorragia cerebrale all'età di 31 anni. Le figlie, Alice e Beatrice, erano, invece, a loro volta portatrici sane e trasmisero la malattia alle famiglie reali di Russia, Prussia e Spagna. In particolare Aleksandra, figlia di Alice, andò in moglie a Nicola II, Zar di Russia della dinastia dei Romanov, e dal loro matrimonio nacque Aleksej, affetto da emofilia B. Il suo stato di salute e i continui episodi di sanguinamento furono la ragione della sempre più determinante influenza del monaco Rasputin sulla dinastia. I discendenti dell'attuale famiglia regnante britannica, invece, sono sfuggiti alla malattia in quanto Edoardo VII e tutta la sua progenie non ereditarono il gene difettoso.

## Eziologia ed epidemiologia
La trasmissione della patologia è legata al cromosoma X; l'uomo (XY) ha una probabilità del 50% di essere emofilico, mentre la donna è generalmente portatrice sana, poiché il cromosoma X sano impedisce l'espressione della malattia. Una donna può essere colpita da emofilia solo qualora sia figlia di padre emofilico e madre portatrice sana, ereditando, quindi, entrambi i cromosomi X mutati: si tratta di casi rarissimi. La comparsa della malattia, però, non sempre è prevedibile in base a queste teorie: l'emofilia può “saltare” delle generazioni per motivi non ancora del tutto chiari.
Ci sono poi casi di emofilia che non presentano una storia familiare, dovuti probabilmente alla mutazione spontanea di un cromosoma X materno. 
Esistono forme diverse di emofilia: la malattia classica, l'emofilia A, è la più frequente (80% dei casi) ed è dovuta all'insufficiente produzione del fattore VIII della coagulazione; l'emofilia B o (malattia di Christmas), dove il deficit riguarda il fattore IX (o Fattore di Christmas), mentre la carenza del fattore XI, è all'origine dell'emofilia C o di Rosenthal.
Sono colpiti da emofilia A un soggetto di sesso maschile su 5-10.000 e uno su 25-30.000 da emofilia B. La Federazione Mondiale dell'Emofilia (WFH) ha stimato in circa 400.000 i casi di emofilia nel mondo, di cui soltanto 1/3 ufficialmente diagnosticati. In circa il 30-33% dei nuovi casi non si riscontra alcuna familiarità alla malattia, che è probabilmente causata da mutazioni genetiche.
Tradizionalmente, la gravità della malattia è definita in base ai livelli plasmatici dei fattori di coagulazione: 
- Grave: < 1 % della normale disponibilità di fattore;

- Moderata: da 1 a 5 % della normale disponibilità di fattore;

- Lieve: da 6 a 30 % della normale disponibilità di fattore.

## Tipi di emofilia
Esistono tre tipi di emofilia a seconda del fattore della coagulazione del sangue carente: emofilia A, B e C.

### Emofilia A
L'emofilia A è la forma più comune ed è caratterizzata dalla carenza del fattore VIII della coagulazione. 
La malattia può colpire tutte le etnie con una prevalenza variabile da paese a paese. In termini generali, si stima che circa 3-20 persone siano affette da emofilia ogni 100.000 abitanti.
La malattia è trasmessa come carattere recessivo ed è causata da mutazioni nella sequenza del gene che codifica il fattore VIII della coagulazione. Tale gene è localizzato all'estremità del braccio lungo del cromosoma X (Xq28), ha una lunghezza di 186 chilobasi (Kb) e comprende 26 esoni, trascritti in un RNA messaggero (mRNA) di circa 9 Kb. La proteina matura è costituita da 2.332 aminoacidi divisi in 6 domini (A1, A2, B, A3, C1, C2). 
Nel plasma il fattore VIII circola in associazione al fattore Von Willebrand, che ha funzione di carrier e di protezione dalla degradazione proteolitica.

### Emofilia B
L'emofilia B è causata dall'assenza o dalla scarsa attività del fattore IX della coagulazione, ma dal punto di vista clinico è indistinguibile dall'emofilia A. 
È determinata da una serie di alterazioni nella sequenza del gene che codifica il fattore IX della coagulazione, situato sul cromosoma X in una posizione più vicina al centromero rispetto al gene che codifica il fattore VIII (Xq27). Ha una dimensione di 33,5 Kb e la trascrizione dei suoi 8 esoni produce un mRNA di 1,4 Kb. La proteina matura è costituita da 415 aminoacidi divisi in 6 domini. Sono note numerose mutazioni a carico del fattore IX, ma non esiste una mutazione prevalente con caratteristiche e frequenza simili a quelle del fattore VIII per l'emofilia A. Le importanti delezioni del fattore IX sono relativamente rare e interessano solo 1-3% di tutti i casi di emofilia B. Più del 95% delle mutazioni riguardano singoli nucleotidi o piccole delezioni/sostituzioni distribuite lungo tutto il gene, trascritte nel database internazionale per i difetti genetici dell'emofilia B.

### Emofilia C
L'emofilia C è causata dall'assenza o dalla scarsa attività del fattore XI della coagulazione.

## Manifestazioni cliniche
Le coagulopatie sono caratterizzate dalla comparsa di emorragie dei tessuti muscolari (ematomi) e delle articolazioni (emartri), che insorgono sia in modo spontaneo, sia in seguito a eventi traumatici. 
La gravità degli episodi di sanguinamento è generalmente correlata con il livello di fattore della coagulazione disponibile, che a sua volta costituisce la base per la classificazione della severità della malattia. 
Gli emofilici lievi sono soggetti a sanguinamenti importanti soltanto nel corso di interventi chirurgici, estrazioni dentarie o infortuni, mentre nei pazienti con emofilia moderata possono manifestarsi sanguinamenti anche dopo un trauma minore. 
Gli emofilici gravi, invece, vanno incontro a episodi di sanguinamento spontaneo o causato da un trauma banale. L'emofilia grave è caratterizzata da sintomi estremamente importanti, che mettono a rischio sia l'arto del paziente sia la sua stessa vita, come emartri, ematomi dei tessuti molli, emorragie retro peritoneali e intracerebrali e sanguinamenti post-chirurgici.
Nel corso del tempo, il frequente sanguinamento delle articolazioni e gli ematomi dei tessuti molli possono determinare varie complicazioni tra cui: gravi artropatie, contratture muscolari e pseudo tumori, che si associano a dolore cronico e disabilità, con la necessità di dover spesso ricorrere alla chirurgia.

## Diagnosi
La diagnosi di emofilia si sospetta sulla base dei sintomi emorragici e viene verificata mediante un semplice test della coagulazione che misura il tempo di tromboplastina parziale attivata (aPTT), il quale nel paziente emofilico risulta più lungo del normale. Il dosaggio dei singoli fattori di coagulazione carenti (FVIII e FIX) permette la distinzione tra le due forme di emofilia, indistinguibili dal punto di vista clinico.

## Trattamento
Inizialmente i derivati del plasma e, successivamente, i prodotti ricombinanti hanno rivoluzionato il trattamento dell'emofilia attraverso la diffusa adozione di terapie a domicilio in regime di profilassi. Questa pratica ha permesso, nell'ultimo decennio, di migliorare significativamente la qualità e l'aspettativa di vita delle persone colpite da emofilia.  L'inizio del trattamento moderno dell'emofilia si colloca tra gli anni ‘80 e ‘90, quando concentrati liofilizzati contenenti fattore VIII e IX si resero disponibili su larga scala. Questa innovazione ha rivoluzionato il trattamento dell'emofilia perché i concentrati di fattore potevano essere facilmente conservati permettendone l'infusione a domicilio. Ciò ha consentito il controllo delle emorragie e dei danni muscolo-scheletrici, riducendo il numero di visite in ospedale e migliorando sensibilmente non solo la qualità, ma anche l'aspettativa di vita dei pazienti.
È stato così possibile cominciare a svolgere in modo sicuro interventi di chirurgia elettiva, come quelli ortopedici: ciò ha consentito di minimizzare le abnormità muscoloscheletriche dei pazienti, frutto di episodi emorragici non trattati o trattati in modo inadeguato a livello articolare o muscolare. Inoltre, l'introduzione della desmopressina, negli anni '70, aveva fornito una nuova, economica e sicura modalità di trattamento per numerosi pazienti affetti da forme lievi di emofilia A.
Negli anni '80 si sono susseguite luci e ombre in merito ai trattamenti disponibili: una parte dei concentrati di fattori della coagulazione, derivanti dalle donazioni di sangue umano, furono contaminati dai virus dell'HIV e dell'Epatite C, infettando centinaia di pazienti e provocandone la morte tra il 1980 e il 1990. In seguito, l'introduzione di metodologie di inattivazione virale e l'incremento del numero di controlli sul sangue donato, hanno significativamente migliorato la sicurezza dei derivati del plasma.  Sempre in quegli anni, e sulla spinta di questi avvenimenti, la clonazione dei geni del fattore VIII e IX, rispettivamente nel 1982 e nel 1984, ha aperto la strada alla loro produzione industriale, attraverso la tecnologia del DNA ricombinante, fattori che sono diventati disponibili sul mercato nel 1998. Tale progresso tecnologico, ha reso la terapia per il trattamento dell'emofilia sicura e largamente disponibile. Il problema più complesso è legato allo sviluppo di autoanticorpi contro i fattori VIII e IX, che compaiono nel 25-30% delle persone con emofilia A e nel 3-5% di quelle con emofilia B, rendendo la terapia sostitutiva inefficace. Tuttavia, l'introduzione di programmi di induzione di immunotolleranza, basati sull'infusione per un lungo periodo di grandi dosi di fattori della coagulazione, consente l'eliminazione degli inibitori nei due terzi dei pazienti.
Negli ultimi anni si è assistito a un rinnovato interesse della ricerca verso la terapia genica, che, in linea teorica, resterebbe a oggi l'unico trattamento in grado di curare in modo definitivo l'emofilia A e B.  Attualmente, l'emofilia è trattata con derivati del plasma e formulazioni di fattore VIII o IX della coagulazione ricombinante. Questi trattamenti hanno dimostrato di migliorare sia l'aspettativa sia la qualità di vita dei pazienti affetti da emofilia. Tali terapie prevedono infusioni per via endovenosa, in genere 2 o 3 volte a settimana in funzione dell'emivita dei FVIII e FIX disponibili. La ricerca scientifica ha esplorato e applicato soluzioni innovative per arrivare a prolungare l'emivita delle molecole attualmente disponibili. I potenziali vantaggi che ne deriverebbero potrebbero includere una migliore e prolungata protezione dal sanguinamento, oltre che la riduzione della frequenza di somministrazione. Uno degli approcci innovativi è quello del fattore PEGilato che ha un'emivita più lunga pur mantenendo l'attività biologica standard. Altre strategie innovative, ancora in fase sperimentale, utilizzano una tecnologia di fusione tra il fattore e la porzione Fc delle immunoglobuline IgG1 ovvero un anticorpo monoclonale bispecifico.